# Ocellularia comparabilis
Ocellularia comparabilis är en lavart som först beskrevs av August von Krempelhuber och som fick sitt nu gällande namn av Johannes Müller Argoviensis 1883. 
Ocellularia comparabilis ingår i släktet Ocellularia och familjen Thelotremataceae. Inga underarter finns listade i Catalogue of Life.